# Холодный Ручей
Холодный Ручей — деревня в Винницком сельском поселении Подпорожского района Ленинградской области.

## История
В конце XIX — начале XX века деревня административно относилась к Пелдушской волости 2-го стана 2-го земского участка Тихвинского уезда Новгородской губернии.

ХОЛОДНЫЙ РУЧЕЙ — деревня Лавровского сельского общества, число дворов — 7, число домов — 6, число жителей: 17 м. п., 21 ж. п.; 

Занятие жителей — земледелие, лесные заработки. Река Оять. Часовня . (1910 год)

Деревня Холодный Ручей на карте 1932 года

Согласно карте Ленинградской области Северо-западного аэрогеодезического треста ГГУ издания 1932 года деревня насчитывала 3 крестьянских двора.
По данным 1933 года деревня Холодный Ручей входила в состав Ярославского вепсского национального сельсовета Винницкого национального вепсского района.

Деревня Холодный Ручей на карте 1940 года

Согласно топографической карте РККА 1940 года Холодный Ручей входил в куст деревень Ярославичи.
По данным 1966, 1973 и 1990 годов деревня Холодный Ручей также входила в состав Ярославского сельсовета.
В 1997 году в деревне Холодный Ручей Ярославской волости проживали 11 человек, в 2002 году — 9 человек (русские — 67 %, вепсы — 33 %).
В 2007 году в деревне Холодный Ручей Винницкого СП проживали 7 человек.

## География
Деревня расположена в юго-западной части района, близ деревни Ярославичи и автодороги 41К-016 (Станция Оять — Плотично). К югу от деревни проходит автодорога 41К-738 (Подъезд к деревне Лашково).
Расстояние до административного центра поселения — 24 км.
Расстояние до ближайшей железнодорожной станции Подпорожье — 102 км.
Деревня находится на левом берегу реки Оять.

## Демография
| 1997 | 2007 | 2010 | 2017 |
| ---- | ---- | ---- | ---- |
| 11   | ↘7   | ↗9   | ↘6   |

### Национальный состав
Согласно данным Всероссийской переписи населения 2021 года в деревне проживали 2 человека, все русские.

## Улицы
Заречная.